# Kaltenberg (Horní Rakousy)
Kaltenberg je obec v okrese Freistadt v rakouské spolkové zemi Horní Rakousy.

## Obyvatelstvo

### Osady
Území obce zahrnuje následujících osm obcí (v závorce je uveden počet obyvatel k 1. lednu 2024):
- Ebenort (88) včetně domů Ebenort-Zerstreute
- Kaltenberg (189) včetně domů Kaltenberg-Zerstreute
- Markersreith (38)
- Nadelberg (29)
- Pieberbach (85) včetně Firling
- Silberberg (71) včetně domů Silberberg-Zerstreute
- Tischberg (47)
- Weidenau (43)

Obec se skládá z katastrálních území Markersreith a Silberberg.
Obec patří do soudního okresu Freistadt.

## Rodáci
- Johann Rockenschaub (1886–1968), politik (CS/ÖVP), zemědělec a restauratér
- Engelbert Lasinger (* 1960), dialektolog a archivář
- Johannes Hiemetsberger (* 1971), sbormistr a dirigent